# Ричардс, Альберт
Альберт Ричардс (англ. Albert Richards) (19 декабря 1919 ― 5 марта 1945) ― британский военный художник. Родился в семье ветерана Первой мировой войны. В 1940 году стал сапёром в британской армии, где затем и продолжал нести службу, будучи одновременно и солдатом-парашютистом, и художником. Он был самым молодым из трех официальных британских военных художников, погибших во время войны.

## Ранняя жизнь
Ричардс родился в Ливерпуле в семье Ханны Битти и Джорджа Ричардса, ветерана Первой мировой войны, который по профессии был плотником. Учился в школе искусств и ремесел в Уоласси, затем продолжил учёбу в Королевском колледже искусств, однако пробыл там только в течение трех месяцев, прежде чем был призван в армию в 1940 году. Он отправился служить сапёром в 286-ю сапёрную роту Королевских инженеров и был произведен в чин младшего капрала. В этом подразделении он проходил службу с апреля 1940 года и до середины 1943 года.
За это время Ричардс занимался постройкой бараков и оборонительных сооружений по всей Англии, при этом он часто писал картины на сюжеты строительных работы. Он представил несколько своих картин Консультативному комитету военных художников (ККВХ). Руководство Комитета было впечатлено их свежестью и глубиной, и начиная с мая 1941 года оно стало приобретать его произведения.

## 1943―1945
В 1943 году Ричардс записывается добровольцем в подразделение парашютистов и приступает к прохождению обучения в Школе подготовке парашютистов № 1 при аэродроме RAF Ringway, что возле Манчестера. Подготовку парашютистов он изобразил на картинах Kilkenny's Circus и Parachute Training over Tatton Park. В сентябре 1943 ККВХ предлагает Ричардсу трехмесячный контракт, но он отказался принять его из-за прочих обязательств. Однако уже в декабре 1943 года он всё-таки подписывает контракт, на этот раз шестимесячный.
В марте 1944 года Ричардс был произведён в звание капитана. Чуть позже в этом же месяце он принял участие в масштабной учебной высадке с парашютом над деревней Бризе Нортон в Оксфордшире, которую он отразил в картине The Drop. На самом деле учения в тот день проводились для подготовки солдат для Высадки в Нормандии. В апреле Ричардс принял участие также и во втором подобном учении, продолжавшемся в течение пяти дней в Глостершире.
В День Д Ричардс участвовал в парашютно-десантной высадке во Франции, будучи офицером 6-й воздушно-десантной дивизии. Также принимал участие в атаке на батарею Мервиль и во взятии деревни Ле Плен. Атака на пушечную батарею была изображена художником в нескольких картинах, которые он написал всего за несколько недель после Дня Д. После взятия Ле Плена Ричардс принимал участие в продвижении союзных войск во Франции, а после своего короткого отпуска в Англии, также и в Бельгии. Во Франции он писал картины на такие сюжеты, как обломки планеров, направленных в атаку на мост Пегас у Ранвиля, разрушенные мосты и камуфляжные сетки.
В январе 1945 года, он написал картину, где изобразил похороны солдат, погибших во время сражения при Бюре в Бельгии. Одна из последних картин Ричардс, законченная в феврале 1945 года, изображает мост у Геннепа, построенный союзными саперами через разлившуюся реку Маас. Именно в этом районе Ричардс был убит 5 марта 1945 года, когда его джип подорвался на мине. Художник был похоронен на военное кладбище Милсбеека, что находится возле города Геннеп.

## Наследие
Помимо музея Тейт и Имперского военного музея, картины Ричардса представлены в Художественной галерее Уокера, в Национальном морском музее, а также в Художественной галерее Уильямсона.